# Casa de Carcavelos
A Casa de Carcavelos é um solar barroco do fim do século XVIII localizado na freguesia de Coucieiro, município de Vila Verde.
É composto por dois volumes distintos e capela anexa. O primeiro corpo é rasgado no piso superior por quatro janelas de verga redonda e uma porta, e no inferior, por três vãos com grades. O segundo corpo, de menor dimensão, é rasgado por duas janelas e uma porta. Na capela evidenciam-se, para além das cantarias trabalhadas dos vãos da fachada, o teto apainelado, o altar e o retábulo.
Encontra-se classificada como Imóvel de Interesse Público desde 1978.

## História
A casa de Carcavelos, no lugar de Carcavelos, foi erguida por João Xavier Soares e sua mulher Maria Teresa de Azevedo por volta de 1783, já que o Arcebispo de Braga autorizou a construção da capela no dia 13 de Novembro desse ano. Nasceu nessa casa, em 22 de Abril de 1818 Francisco de Campos de Azevedo Soares, neto do precedente e primeiro Visconde de Carcavelos e depois primeiro Conde de Carcavelos.